# Claudemir Ferreira da Silva
Claudemir Ferreira da Silva, meglio noto come Claudemir (Rio de Janeiro, 17 agosto 1984), è un ex calciatore brasiliano, di ruolo centrocampista.